# بيوفيليا
بيوفيليا كلمة لاتينية بيو (Bio) من بيولوجيا وفيليا (philia) من حب. وقد شاع استخدام هذا المصطلح من قبل إدوارد أوسبورن ويلسون، الذي ألف كتاب يحمل نفس الاسم ونشره في جامعة هارفارد، عام 1984. يصف ويلسون البيوفيليا باعتبارها الميل الطبيعي حيث نوجه اهتمامنا بيوفيليا عكس كلمة نيكروفيليا. بيوفيليا تعني الشعور بالارتياح أو الرضا عن الحياة، التي تتضمن «الطبيعة»، وعدم التماثل المنسجم مع الخلق وأشكاله هو البديل الحقيقي للنزوات المستقبلية لمعماريي العولمة.
الهدف الحيوي المتمثل في العمارة البيوفيلية (biophilic architecture) هو في تلخيص السمات ووضعها في موضع واضح ومعقول، وبشكل منظم حتى يتعرف المطورين والمصممين والمخططين والمعماريين على أهمية وجود اتصال بين البيئة الطبيعية ومشاريعهم.

## تقارب طبيعي للأنظمة الحية
«البيوفيليا» هي تقارب فطري في الحياة أو الأنظمة الحية. تم استخدام المصطلح لأول مرة من قبل إريك فروم لوصف التوجه النفسي للانجذاب إلى كل ما هو حي وحيوي. ایضا كان أرسطو واحدًا من كثيرين طرحوا مفهومًا يمكن تلخيصه على أنه «حب الحياة». يستحضر أرسطو، بالغوص في مصطلح المحبة، أو الصداقة، فكرة المعاملة بالمثل وكيف تعود الصداقات بالفائدة على كلا الطرفين بأكثر من طريقة واحدة، ولكن بشكل خاص في طريق السعادة.

### تصميم بيوفيليك
في الهندسة المعمارية، يعد التصميم الحيوي هو إستراتيجية تصميم مستدامة تتضمن إعادة ربط الناس بالبيئة الطبيعية. قد يُنظر إليه على أنه مكمل ضروري للهندسة المعمارية الخضراء، مما يقلل من التأثير البيئي للعالم المبني ولكنه لا يعالج إعادة الاتصال البشري بالعالم الطبيعي.

### تعريف تصميم بيوفيليك
لمحة سريعة عن التصميم البيوفيلي هو الاعتراف بالحاجة البشرية الفطرية للتواصل مع الطبيعة جنبًا إلى جنب مع الاستدامة واستراتيجيات التصميم العالمية لخلق بيئات يمكن أن تزيد من جودة الحياة. يرى البروفيسور كيلرت أن التصميم البيوفيلي هو نموذج جديد للهندسة المعمارية الخضراء يعد بإعادة ربط البشر بالطبيعة.

### مفهوم التصميم البيوفيلي
تصميم Biophilic هو في الواقع تصميم وبناء مع وضع الطبيعة في الاعتبار. بالطبع، لا يعني التصميم الحيوي أن نجعل مبانينا خضراء بالعشب والنباتات ونزيد ببساطة من جاذبيتها وجمالها باستخدام الأشجار والشجيرات. بدلاً من ذلك، موضوع مناقشتنا أعلى بكثير من هذا، وهو يتعلق بمكانة الإنسانية في الطبيعة، فضلاً عن مكان ومكان العالم الطبيعي في المجتمع البشري، وهو مساحة يمكن أن تحدث فيها المواجهة والاحترام وتقدير التواصل. على جميع المستويات وتظهر كقاعدة.

### أهداف التصميم بيوفيليك
فيما يلي بعض أهم الأشياء التي يكون لتصميم البيوفيليك تأثير إيجابي على:
- الصحة البدنية والعقلية
- الإبداع والاهتمام والتعلم عند الأطفال
- الرضا عن البيئة المحيطة
- علاقات الجوار والتفاعل والتنقل في المدن
- خلق السلام والاسترخاء وتقليل التوتر
- تقدير وفهم قيمة وأهمية الطبيعة